# Deseret
Deseret è un census-designated place (CDP) degli Stati Uniti d'America, situato nello Stato dello Utah, nella contea di Millard. Secondo il censimento del 2020 gli abitanti di Deseret ammontavano a 327.